# TT14
| F18 · Y1 | i | i |

| F18 · Y1 | i | i |

A thébai nekropolisz TT14-es sírja a luxori nyugati-part Dirá Abu el-Naga részén található. Hui számára építették, aki I. Amenhotep Wab-papja és Ámon képmásának papja volt II. Ramszesz uralkodásának idejében.